# 古代紫
古代紫（こだいむらさき）は、色名の一つ。JISの色彩規格では「くすんだ紫」としている。一般に、日本古来のくすんだイメージの紫を指し、近世の江戸紫や京紫に対して呼ばれる。江戸紫より少し赤みが強く、京紫より少し暗い。紫根（ムラサキソウの根）で染色した色に近いという意味合いで、必ずしも紫根で染めた色だけをいうのではないとされる。貝紫色を「古代紫」と称することもある。

## 貝紫色と古代紫
貝紫色を「古代紫」と呼ぶことがある。これを「西洋の古代紫（=貝紫色）」、「日本の古代紫」と分けて解釈すれば、前者は貝紫といわれる貝（アッキガイ科の巻貝）の染料で染められる赤に近い紫、後者はムラサキソウの根を染料として染色した赤と青の中間の紫と理解できる。
しかし、日本でも吉野ヶ里遺跡から貝による紫染めをした絹布片の発掘例があり、古代においては貝紫の利用が認められる。603年に冠位十二階が定められ最高位は紫色とされたが、この時代にはムラサキソウによる染色が行われるようになり、貝による染色は忘れ去られたと考えられる。
ただし、今日でも三重県志摩の海女の間で磯手拭や襦袢などに星形の印（セーマン）と格子状の印（ドーマン）を古代紫（貝紫色）で描き、海での安全を祈願する習慣が現存する。陰陽師の安倍晴明と蘆屋道満に由来するといわれ、事実なら平安時代から続くことになる。

## スクールカラー
古代紫や、関連する色は多くの大学がスクールカラーに採用している。大妻女子大学、京都橘大学、大正大学は古代紫をスクールカラーあるいはスクールカラーを構成する色に制定しており、東京薬科大学は「東薬大古代紫」、東北福祉大学は「東北古代紫」をスクールカラーに制定している。